# Joachim Heinrich Rothsprach
Joachim Heinrich Rothsprach (* 22. Juli 1903 in Stralsund; † 1990) war ein deutscher Verwaltungsbeamter.

## Werdegang
Rothsprach besuchte das Sundische Gymnasium in Stralsund und die Verwaltungsakademie in Greifswald. Bis 1933 war er im Preußischen Finanzministerium tätig. 1946 wurde er Direktor beim Niedersächsischen Landtag und mit dem Aufbau einer Parlamentsverwaltung beauftragt. Er blieb bis 1967 Verwaltungschef.

## Ehrungen
- 1967: Großes Verdienstkreuz der Bundesrepublik Deutschland